# Johann Kasper von Bothmer
Johann Kasper (Caspar), hrabia von Bothmer, lub Bothmar (ur. 10 kwietnia 1656 w Lauenbrück, zm. 18 lutego 1732 w Londynie, w dzielnicy Middlesex znany w brytyjskiej historiografii jako baron Bothmer, był hanowerskim i brytyjskim politykiem i dyplomatą.

## Życiorys
Był pogrobowcem. Jego ojcem był baron Julius August von Bothmer (1621–1655), a matką Margarethe Eleonore Petersdorff (1638–1729).
W 1711 roku Johann Kasper von Bothmer był hanowerskim posłem w Londynie, gdzie wygłaszał odezwy do brytyjskiego parlamentu w sprawie sukcesji hanowerskiej.
Gdy w 1714 roku Jerzy I Hanowerski został królem Wielkiej Brytanii, uczynił z Bothmera swego doradcę, na co Brytyjczycy patrzyli niechętnym okiem.
W latach 1720–1732 mieszkał w Londynie w domu, który niedługo potem stał się częścią domu znanego jako 10 Downing Street – siedziby premierów brytyjskich, i którego lokatorem od roku 1732 był premier Robert Walpole.
Był dwukrotnie żonaty; jego pierwszą żoną była Sofie Ehrengard von der Asseburg, którą poślubił 17 czerwca 1684 w Herrenhausen, a drugą Gisela Erdmuth von Hoyan (1669–1741), którą poślubił w Dreźnie 28 grudnia 1696 roku.
Anglicy pisali jego nazwisko Bothmar, by wymawiać: bothmer.